# Wakeboarding Unleashed featuring Shaun Murray
Wakeboarding Unleashed featuring Shaun Murray (également connu sous le titre de travail Shaun Murray's Pro Wakeboarder) est un jeu vidéo de sport (wakeboard) édité par Activision, sorti en 2003 sur PlayStation 2, Xbox, Windows et Game Boy Advance.
Le joueur peut y incarner différents wakeboarders professionnels dont Shaun Murray (en).

## Accueil
- Jeux Vidéo Magazine : 16/20[1]
- Jeuxvideo.com : 16/20 (GC/PS2/XB)[2] - 14/20 (PC)[3] - 14/20 (GBA)[4]